# ミハイル・パヴロヴィチ (東洋学者)
ミハイル・パヴロヴィチ・パヴロヴィチ（ロシア語: Михаил Павлович Павлович、1871年3月25日 - 1927年6月19日）、本名ミハイル・ラザレヴィチ・ヴェリトマン (Михаил Лазаревич Вельтман) は、ロシアの革命家・東洋学者。

## 生涯

### 青年期
1871年3月25日（ユリウス暦13日）、ロシア帝国ヘルソン県オデッサで生まれたユダヤ人。父は穀物事務所の職員で、母はフランス語とドイツ語が話せた。エリザヴェトグラードの中等学校で2年間学んだが、父の仕事の都合でオデッサの中等学校の3年に編入した。学生時代には作家を志し、アレクサンドル・ゲルツェン、インノケンチー・オムレフスキー、ドミトリー・ピーサレフ、ニコライ・ドブロリューボフ、ヘンリー・バックル、ジョン・ウィリアム・ドレイパーなどの著作に親しんだ。しかし、同地で活動していた革命家ダヴィド・リャザーノフの影響を受けて革命運動に関わり始め、4年生の時にはオデッサを訪問した帝国教育相イヴァン・デリャーノフに反対する学生ストに参加した。上級生のユーリー・ステクロフやグリゴリー・ツィペロヴィチ (ru) らとともに地下団体も組織した。
中等学校卒業後は進学せずオデッサで革命運動に関わっていたが、1892年に逮捕され、1年半の投獄の後、ヴェルホヤンスクに追放された。流刑先ではミハイル・ブルスネフ (ru)、セルゲイ・バソフ＝ヴェルホヤンツェフ、マルトゥイン・リャードフ (ru)、ブロニスワフ・ヴェソウォフスキ (pl)、マリアン・スタニスワフ・アブラモヴィツ (pl)、ウラジミール・ガルキンらと知り合った。流刑から解放されるとオデッサに戻ったが、3週間で再逮捕されキシナフに追放され、キシナウでもリャザーノフ、ヤーコフ・ボグラド (ru)、ローザ・ガリベルシュタット、アレクサンドル・クヴャトコフスキー (ru) らと協同。1898年からロシア社会民主労働党の党員となり、オデッサとキシナウで党組織を指導した。

### 革命以前
1901年にパンフレット「アングロ・ボーア戦争が何を証明したか」を発表し、民兵の正規軍に対する優位性を述べた。その後はパリへ渡り、同年以来『イスクラ』編集局で勤務。1903年の第2回党大会で党が分裂してからはメンシェヴィキに属し、ロシア第一革命の間はサンクトペテルブルクの党軍事組織で活動したが、1906年3月にウラジーミル・アントーノフ＝オフセーエンコとともにモスクワの軍事会議に派遣されたところ、同月27日にエメリヤン・ヤロスラフスキーらとともに逮捕された。タガンカ刑務所に6か月間収監された後保釈され、翌1907年にサンクトペテルブルクに戻り再度軍事組織で活動。非合法新聞『カザルマ』にも関わったが、同年10月に三度逮捕され、クレストゥイ監獄への投獄の後フィンランドを経由してパリに脱出した。
1910年1月にパリで開催されたロシア社会民主労働党中央委員会総会で党宣伝学校委メンバーに選出され、そのメンシェヴィキ代表となった。ボローニャの党学校で民族問題を教えたが、この頃にはすでにメンシェヴィキ派閥とは国際問題以外では見解が一致しなくなっていた。中国やイランの革命家らと交流し、『ゴーロス・ソツィアル・デモクラータ』誌でも活動。第一次世界大戦前夜にはロシア商船・海軍艦隊全ロシア中央会議マルセイユ船員会議を組織し、大戦中はパリで『ナーシェ・スローヴォ』に参加し、アントーノフ＝オフセーエンコ、レフ・トロツキー、ソロモン・ロゾフスキーらとともに、ゲオルギー・プレハーノフ、カール・カウツキーらの社会愛国主義に反対する論陣を張った。二月革命後は在パリ・ロシア大使館 (fr) のキャビネ・ノワールで検閲された文書の調査官に任命され、ロシアの政治亡命者を送還する組織の書記長にも選出されている。

### 革命後
同年夏にロシアへ帰国し、十月革命後からブレスト講和会議の初期までロシア・ソビエト共和国外務人民委員部 (ru) で働いた。翌1918年からボリシェヴィキとなり、内戦激化までロシア共和国国家建設大委議長を務める。翌1919年から1920年まで南部戦線革命軍事会議メンバーおよび戦線建設特別委議長を務め、第13軍 (ru) と第14軍でも活動した。だが、1919年9月にはモスクワ、レオンチエフ小路での爆弾テロによって負傷し、内戦中には母を亡くしている（子供たちが戦死したと思い込んでの狂死）。その後はハリコフに渡り、グリゴリー・グリニコの下でウクライナ社会主義ソビエト共和国教育人民副委員を務めた。
1920年にはバクーで東方諸民族大会の開催に関わり、行動・宣伝会議のメンバーにも選出されている。同年10月にダゲスタン州でナジュムディン・ゴツィンスキーによる蜂起が発生すると、ジェラル＝エド＝ディン・コルクマソフ、セルゴ・オルジョニキゼ、アナトリー・ゲッケルらとともにそれを鎮圧した。翌1921年から1923年まではロシア共和国民族問題人民委員部で勤務し、1921年から1927年までは全ロシア東洋学協会 (ru) 会長およびモスクワ東洋学院学長を務めた。
その他に東方商業会議所所長や軍事アカデミー教授も務め、帝国主義や民族運動史に関する多数の著作によってソビエト連邦における東洋学の草分けの一人となったが、1927年6月19日にモスクワで死去した。